# Józef Trần Văn Tuấn
Św. Józef Trần Văn Tuấn (wiet. Giuse Trần Văn Tuấn) (ur. ok. 1824 r. w Nam Điền, prowincja Nam Định w Wietnamie – zm. 7 czerwca 1862 r. w Nam Định w Wietnamie) – męczennik, święty Kościoła katolickiego.
Józef Trần Văn Tuấn urodził się w Nam Điền, prowincja Nam Định. Był żonaty. Pracował na roli. Podczas prześladowań został uwięziony w 1860 r. razem z innymi chrześcijanami. Odmówił podeptania krzyża. Został ścięty 7 czerwca 1862 r.
Dzień wspomnienia: 24 listopada w grupie 117 męczenników wietnamskich.
Beatyfikowany 29 kwietnia 1951 r. przez Piusa XII. Kanonizowany przez Jana Pawła II 19 czerwca 1988 r. w grupie 117 męczenników wietnamskich.